# Almamy Ahmadou de Timbo
 (décembre 2023).
Ahmadou, fut l'un des derniers Almamis de l'imamat du Fouta Djallon, dans la région du Fouta-Djalon, aujourd'hui Guinée.
Ahmadou a signé des accords avec les représentants français Aimé Olivier de Sanderval le 10 juillet 1881, pour construire une ligne ferroviaire, Beckmann le 14 décembre 1891 et Alby le 23 mai 1893 pour créer un statut de type protectorat,. Bien qu'ils résistent au statut de protectorat explicite ou à la nomination d'un représentant français permanent dans la capitale du Fouta théocratique, Timbo, ces accords constituaient les premiers pas vers le contrôle direct français de l'État.
En 1898, les troupes coloniales françaises battent le dernier Almamy Boubacar Biro Barry, démantèlent l'État et l'intègrent dans leur nouvelle colonie de Rivières du Sud, qui deviendra la Guinée.

## Voir également
- Imamat du Fouta Jallon
- Fouta-Djalon (région)